# Amphidrina gaedei
Amphidrina gaedei är en fjärilsart som beskrevs av Emilio Berio 1955. Amphidrina gaedei ingår i släktet Amphidrina och familjen nattflyn. Inga underarter finns listade i Catalogue of Life.